# Cratere Tarata
Tarata  è un cratere sulla superficie di Marte.